# Derick Ogbu
Derick Ogbu (* 19. März 1990) ist ein nigerianischer Fußballspieler. Er agierte als Stürmer.

## Karriere
Ogbu kam im Jahr 2010 zu Umm-Salal SC nach Katar. Im Sommer 2011 verpflichtete ihn der belgische Erstliga-Aufsteiger Oud-Heverlee Löwen. Dort steuerte er in der Saison 2011/12 zehn Tore bei 23 Einsätzen zum Klassenerhalt bei. In der Spielzeit 2012/13 erreichte er mit seinem Team den zehnten Rang und anschließend die Finalspiele der Play-offs, verpasste jedoch die Europa-League-Qualifikation. Anschließend holt ihn CFR Cluj in die rumänische Liga 1. Dort schloss er mit seinem neuen Klub die Saison 2013/14 mit der Qualifikation zur Europa League ab. Kurz darauf wechselte er zu Liaoning Hongyun in die Chinese Super League. In Liaoning war er Stammspieler und kämpfte mit seinem Klub um den Klassenverbleib. Im März 2016 wechselte Ogbu zu Ventforet Kofu in die japanische J1 League. Die erste Halbserie 2016 beendete er mit seinem Team auf dem vorletzten Platz. Zu Beginn der zweiten Halbserie kam er nicht mehr zum Einsatz und schloss sich Ende August dem ungarischen Erstligisten Debreceni VSC an. Dort kam er in der Saison 2016/17 lediglich fünfmal zum Zuge. Er spielte danach in Georgien, in Ägypten und wieder in Rumänien. Nirgendwo machte er eine zweistellige Anzahl an Spielen. Im Sommer 2024 beendete er seine Karriere.